# Akira Takarada
Akira Tarakada (jap. 宝田 明 Takarada Akira; ur. 29 kwietnia 1934 w Ch’ŏngjin, zm. 14 marca 2022 w Tokio) – japoński aktor.

## Życiorys
Akira Takarada urodził się w 1934 roku w Korei będącą wówczas pod okupacją japońską. Przez pewien czas mieszkał w Mandżurii w Chinach, gdzie jego ojciec pracował jako inżynier kolejowy South Manchuria Railway. Po wojnie pozostał w Harbinie i potrafił mówić biegle po mandaryńsku i angielsku.
Takarada przeprowadził się z rodziną do okupowanej przez aliantów Japonii w 1948 roku. W kwietniu 1953 roku dołączył do Tōhō w ramach programu „New Face”. W swoim debiucie filmowym zagrał niewielką rolę w Kakute jiyūnokane wa naru, biografii pedagoga Yukichiego Fukuzawy. Przełom w jego karierze nastąpił, gdy został obsadzony jako Hideto Ogata w Godzilli w 1954 roku. Później pojawiał się w kolejnych filmach serii o Godzilli. Inne filmy tokusastu Toho, w których wystąpił, to Half Human, The Last War, Ucieczka King Konga i Szerokość geograficzna zero.
W latach 70. XX wieku jego kariera się załamała wraz z upadkiem japońskiego systemu studyjnego. Dopiero w latach 90. znów zaczął częściej grywać w filmach za sprawą udziału w filmach Jūzō Itamiego. Dzięki występom w filmach z Godzillą Tarakada miał grono oddanych wielbicieli i spotykał się z nimi na licznych konwentach i spotkaniach fanów Godzilli. Zyskał również sławę wśród fanów Disneya znany za sprawą podkładaniu w japońskiej wersji językowej głosu Dżafara w filmie Aladyn i innych produkcjach Walt Disney Pictures.

## Filmografia

### Kino
- 1954: Kakute jiyūnokane wa naru – Sōtarō Masuda[7]
- 1954: Mizugi no hanayome – Masao Sakurai[8]
- 1954: Godzilla – Hideto Ogata
- 1955: Jū Jin Yuki Otoko – Takeshi Ijima
- 1956: Romansu musume – Kubota
- 1957: Ōatari Sanshoku Musume – narrator
- 1957: Aoi Sanmyaku – Tamao Memata
- 1957: Waga mune ni niji wa kiezu – Tatsuo Itō
- 1958: Tōkyō no kyūjitsu – George Tanaka
- 1958: Half Human – chłopak[a]
- 1959: Nippon Tanjō - książę Wakatarashi
- 1959: Życie pewnego szermierza – Jutaro „Jurota” Karibe
- 1960: Hawaii Midway Daikai Kūsan: Taiheiyō Noarashi – oficer ds. komunikacji
- 1960: Musume • tsuma • haha – Reiji Sakanishi
- 1961: The Last War – Takano
- 1961: Kohayagawa-ke no aki – Tadashi Teramoto
- 1962: Hōrōki – Kō Fukuchi
- 1964: Godzilla kontra Mothra – reporter Ichirō Sakai
- 1965: Hyappatsu hyakuchu – Andrew Hoshino
- 1965: Inwazja potworów – astronauta Kazuo Fuji
- 1966: Ebirah – potwór z głębin – Yoshimura
- 1967: Ucieczka King Konga – kmdr ppor. Jiro Nomura
- 1968: Kūsō tengoku – Keitarō Maeno
- 1969: Szerokość geograficzna zero –
  - dr Ken Tashiro,
  - oficer Japońskich Morskich Sił Samoobrony
- 1990: Ageman – Inukai
- 1992: Minbo – dyrektor generalny Kobayashi
- 1992: Godzilla kontra Mothra – Jōji Minamino
- 1996: Hissatsu! Mondo Shisu – Mizuno Tadakuni
- 1997: Marutai no Onna – komisarz policji
- 2000: Yo nimo kimyō na monogatari: Eiga no tokubetsuhen - Haruomi Manabe (segment „Yukiyama”)
- 2004: Godzilla: Ostatnia wojna –
  - sekretarz generalny ONZ Naotarō Daigo,
  - xilieński sobowtór sekretarza Daigo
- 2005: Fantastipo – Kintarō Koinobori
- 2007: Kantoku - Banzai! –
- 2014: Godzilla –  japoński agent ds. imigracji (sceny usunięte)
- 2018: Ashita ni Kakeru Hashi
- 2018: Daibutsu Kaikoku – bajarz
- 2019: Dance with Me – Machin Ueda
- 2022: Yononaka ni taete sakura no nakari seba – Keizō

### Telewizja
- 1993: Shiratori Reiko de Gozaimasu! – Shōtarō Hakuchō
- 1998: Tokugawa Yoshinobu – Takatsukasa Masamichi
- 2000: Watashi no Aozora – Jōji Murai
- 2001: Shōtoku Taishi – Mononobe no Moriya
- 2002: Rokkā no Hanako-san – Kaichō Tatsumi
- 2009: Saka no Ue no Kumo – Fujino Susumu
- 2011: Kānēshon – Seizaburō Matsuzaka
- 2015: Keisei Saimin no Otoko – Ikeda Shigeaki (odc. 3)
- 2019: Yasuragi no koku〜dō – Makita Kijū

### Japoński dubbing
- 1967: The Ambushers – Matt Helm
- 1967: Murderer's Row – Matt Helm
- 1975: Doktor Dolittle – dr John Dolittle
- 1983: Country Bear Jamboree – Henry
- 1989: Wielki mysi detektyw – profesor Ratigan[9]

- 1993: Aladyn – wielki wezyr Dżafar[9]
- 1995: Aladyn: Powrót Jafara – Dżafar[9]
- 2002-2003: Café Myszka[9] –
  - Dżafar,
  - profesor Ratigan
- 2004: Herkules – Dżafar (odc. 44)
- 2016: Star Wars: Rebelianci – Bendu
- 2020: Koty – Asparagus[10]

### Gry wideo
- 2001: Adventure of Tokyo Disney Sea: The Secret of the Lost Jewels – Dżafar (głos)
- 2002: Kingdom Hearts – Dżafar (głos)[9]
- 2005: Kingdom Hearts II – Dżafar (głos)[9]
- 2010: Kingdom Hearts Re:coded – Dżafar (głos)[9]